# Gornji Ceklin
Gornji Ceklin (en serbe cyrillique: Горњи Цеклин) est un village du sud du Monténégro, dans la municipalité de Cetinje.

## Démographie

### Évolution historique de la population
| 1948 | 1953 | 1961 | 1971 | 1981 | 1991 | 2003 |
| ---- | ---- | ---- | ---- | ---- | ---- | ---- |
| 228  | 219  | 156  | 140  | 100  | 47   | 27   |